# Brygada Landsturmu Normann
Brygada Landsturmu Normann (niem. Landsturm-Brigade Normann) – brygada niemieckiego pospolitego ruszenia Landsturm.
Brała udział w działaniach zbrojnych frontu wschodniego I wojny światowej.
Wchodziła w skład Korpusu Dickutha (Korpusu Thorn), przemianowanego w sierpniu 1915 na 87 Dywizję Piechoty. Przy okazji przemianowywania dywizji również Brygada Landsturmu Normann zyskała nową nazwę, tj. 179 Brygada Piechoty.